# الصفقة (مسلسل كويتي)
الصفقة هو مسلسل كويتي قصير من بطولة روان الصايغ، منى حسين، محمد المنصور، فيصل العميري وحسين المهدي. تدور أحداثها في فترة الثمانينات حيث تشق سيدتان كويتيتان طريقهما ليصبحا معجزات في البورصة وسط بيئة عمل يسيطر عليها الرجال. صدر على منصة نتفليكس في 8 فبراير 2023.

## بطولة
- محمد المنصور في دور أديب.
- جاسم النبهان في دور نبيل.
- زهرة الخرجي في دور نجود.
- حسين المهدي في دور سعود.
- روان مهدي في دور فريدة.
- منى حسين في دور منيرة.
- فيصل العميري في دور أمير.
- سعود بوشهري في دور خليفة.
- حسن إبراهيم في دور أحمد.
- مصطفى أشكناني في دور وليد.

## روابط خارجية
- الصفقة على موقع IMDb (الإنجليزية)
- الصفقة على موقع روتن توميتوز (الإنجليزية)
- الصفقة على موقع نتفليكس (الإنجليزية)
- الصفقة على موقع قاعدة بيانات الأفلام العربية
- الصفقة على موقع فيلمافينيتي (الإسبانية)
- الصفقة على موقع ليتربوكسد (الإنجليزية)
- الصفقة على موقع كينوبويسك (الروسية)
- الصفقة على موقع ألو سيني (الفرنسية)
- الصفقة على موقع قاعدة بيانات الفيلم (الإنجليزية)